# Oberpullendorf (district)
Het politieke district Bezirk Oberpullendorf in de Oostenrijkse deelstaat Burgenland bestaat uit de volgende gemeenten en plaatsen:
- Deutschkreutz
  - Girm
- Draßmarkt
  - Karl
  - Oberrabnitz
- Frankenau-Unterpullendorf
  - Frankenau
  - Großmutschen
  - Kleinmutschen
  - Unterpullendorf
- Großwarasdorf
  - Kleinwarasdorf
  - Langental
  - Nebersdorf
- Horitschon
  - Unterpetersdorf
- Kaisersdorf
- Kobersdorf
  - Lindgraben
  - Oberpetersdorf
- Lackenbach
- Lackendorf
- Lockenhaus
  - Glashütten bei Langeck im Burgenland
  - Hammerteich
  - Hochstraß
  - Langeck im Burgenland
- Lutzmannsburg
  - Strebersdorf
- Mannersdorf an der Rabnitz
  - Klostermarienberg
  - Liebing
  - Rattersdorf
  - Unterloisdorf
- Markt Sankt Martin
  - Landsee
  - Neudorf bei Landsee
- Neckenmarkt
  - Haschendorf
- Neutal
- Nikitsch
  - Kroatisch Geresdorf
  - Kroatisch Minihof
- Oberloisdorf
- Oberpullendorf
  - Mitterpullendorf
- Pilgersdorf
  - Bubendorf im Burgenland
  - Deutsch Gerisdorf
  - Kogl im Burgenland
  - Lebenbrunn
  - Salmannsdorf
  - Steinbach im Burgenland
- Piringsdorf
- Raiding
- Ritzing
- Steinberg-Dörfl
  - Dörfl
  - Steinberg
- Stoob
- Unterfrauenhaid
- Unterrabnitz-Schwendgraben
  - Schwendgraben
  - Unterrabnitz
- Weingraben
- Weppersdorf
  - Kalkgruben
  - Tschurndorf